# 劳动教养 (朝鲜)
劳动教养（韓語：노동교양）制度是朝鲜民主主义人民共和国1987年从中国引进的的一种行政处罚措施。

## 历史
朝鲜的劳动教养制度于1987年建立。由于朝鲜在1987年修改了刑法，废除了对于单纯盗窃犯等轻罪者的刑罚措施，改为接受劳动教养处罚。劳动教养和劳动教化刑（朝鲜刑罚，相当于中华人民共和国徒刑）不同，不会被判定为前科，因此朝鲜当局为了防止犯罪者的量产，对轻罪者尽量处以劳动教养处罚。例如，非惯犯的单纯盗窃犯或不到1000朝元（2002年“7·1经济管理改善措施”〔〕之前的价格）的经济犯罪者只需负责地区社会安全部部长的决定和管辖检察所的确认就可以收容至劳动教养所。

## 期限
一开始朝鲜的劳动教养期限是3个月以上1年以下，但是1989年第13届世界青年与学生联欢节的举办和苏东剧变导致经济形势急剧恶化，盗窃等经济类犯罪激增，在收容能力有限的情况下，朝鲜于1992年将劳动教养期限缩短为5天以上6个月以下，并实行“关怀释放制”，提前释放一部分表现良好的被收容者。

## 相关法律
2008年版《朝鲜民主主义人民共和国行政处罚法》规定：“劳动教养是适用于与履行职务无关的重大违法行为的行政处罚。”
2015年版《朝鲜民主主义人民共和国行政处罚法》第14条规定，朝鲜行政处罚种类有：
- 警告、严重警告处罚
- 无报酬劳动处罚
- 劳动教养处罚
- 降职、解任、撤职处罚（)
- 罚金处罚(）
- 赔偿处罚
- 没收处罚
- 停止资格、降级、剥夺资格处罚等9种。[4]

第17条规定：劳动教养处罚是针对不够劳动锻炼刑（朝鲜刑法规定的较轻刑罚，类似于中华人民共和国拘役，期限6个月以上2年以下）处分的违法行为的行政法制裁。对产前3个月至产后7个月的女性、重病患者、传染病患者不得执行劳动教养处罚。朝鲜劳动教养处罚期限为5天以上6个月以下。
朝鲜民主主义人民共和国的检察机关、司法机关、社会安全机关均有劳动教养处罚权限（参见朝鲜民主主义人民共和国行政处罚法第232、233、235条）。
2008年版《朝鲜民主主义人民共和国行政处罚法》规定：“1个月以上的劳动教养处罚需要经由检事与合议。”
2020年版《朝鲜民主主义人民共和国行政处罚法》第18条规定：
“劳动教养处罚是对有严重违法行为的公民的处罚措施。
劳动教养处罚通过送往市（区域）、郡单位组织的劳动教养队进行艰苦劳动的方法执行。
对于受到劳动教养处罚的人，根据工作表现发放生活费，生活费在劳动教养处罚执行结束后支付给本人。
对产前3个月至产后7个月的女性或重病患者、肝炎、结核病等传染病患者，不得执行劳动教养处罚，这种情况需要市（区域）、郡人民医院或以上级别医院的医生协商诊断。”
该条文中“严重的违法行为”指未达到刑事责任的违法行为。
2020年版《朝鲜民主主义人民共和国行政处罚法》还规定了其他限制人身自由的处罚折抵劳动教养处罚的时间。该法律规定：“受到拘禁、刑事拘留处理后，案件被驳回，适用行政处罚的情况下，在刑事案件处理过程中，拘禁、刑事拘留一天折抵劳动教养处罚期限一天。”“但是，对于应被视为犯罪事件处理的人，做出社会教育处分决定或判定后给予被行政处罚人劳动教养处罚的情况，刑事案件处理过程中被拘禁、刑事拘留的期限不计入劳动教养处罚期限。”

## 内情
朝鲜社会安全机关（相当于中华人民共和国公安机关）为控制劳动教养所在押人员，任命社会安全省少佐（朝鲜军衔，相当于中国人民解放军少校）担任基本组织人和长职。每个班配备持有手枪和自动步枪的两名警卫人员，在被收容者中选拔班长和组长，赋予自身控制功能。各单位有宿舍执勤者、内部监视者、厕所监视者、食堂监视者等25-30名监视者。
在朝鲜的劳动教养所，收容者被动员在农场、果园、煤矿、牧场等进行劳动，比起通过劳动进行思想改造，朝鲜的劳动教养所将重点更多的放在扩大生产上，强制进行重体力劳动。劳动教养所各部门的生产量比一般社会的相应部门更高。朝鲜的劳动教养制度比起教育，更注重单纯的处罚。朝鲜劳教人员的公民证、平壤市民证不被收回。
尽管朝鲜法律规定对于受到劳动教养处罚的人可以得到生活费，生活费在劳动教养处罚执行结束后支付。但有脱北者表示，实际上很少有人能在劳动教养处罚结束后拿到生活费。